# Gagrella duplex
Gagrella duplex is een hooiwagen uit de familie Sclerosomatidae.